# Malax
Malax (schwedisch; finnisch: Maalahti) ist eine Gemeinde in der westfinnischen Landschaft Österbotten. Sie liegt rund 20 Kilometer südlich der Stadt Vaasa an der Schärenküste des Bottnischen Meerbusens. Rund 89 Prozent der 5479 Einwohner (Stand 31. Dezember 2022) sind Finnlandschweden, 8 Prozent sprechen Finnisch als Muttersprache. Offiziell ist die Gemeinde zweisprachig.
Malax war seit dem Mittelalter ein Teil des Kirchspiels Mustasaari (heute Korsholm) und wurde 1607 von diesem selbstständig. Die heutige politische Gemeinde Malax entstand 1973 mit der Fusion der vormals eigenständigen Gemeinden Malax, Petalax und der Inselgemeinde Bergö; 1975 wurde ihr zudem der Nordteil der aufgelösten Gemeinde Pörtom zugeschlagen. Malax umfasst so heute die Ortsteile Yttermalax, Övermalax, Petalax, Bergö, Långåminne, Nyby und Norra Pörtom.
Traditionell sind Land- und Forstwirtschaft sowie die Fischerei von großer Bedeutung; heute arbeiten aber rund 60 Prozent der Erwerbstätigen im Dienstleistungssektor.
Die Pfarrkirche von Malax befindet sich im alten Zentrum, heute Yttermalax, und wurde 1829 nach Plänen des italienischen Architekten Charles Bassi erbaut. Von touristischem Interesse ist weiterhin das Kvarken-Bootsmuseum, das größte seiner Art in Skandinavien.

## Persönlichkeiten
- Viktor Smeds (1885–1957), Boxer und Turner
- Torsten Sandelin (1887–1950), Turner und Segler
- Mikko Ollikainen (* 1977), Politiker und Sportfunktionär